# ヴィジラント・ガーディアン作戦
ヴィジラント・ガーディアン作戦（ヴィジラント・ガーディアンさくせん、英語: Operation Vigilant Guardian オペレーション・ヴィジラント・ガーディアン）は、ベルギー陸上構成部隊の作戦。2015年1月、隣国フランスのイル＝ド＝フランス地域圏でテロ攻撃が発生し、ベルギー警察はリエージュ州ヴェルヴィエでテロリスト掃討作戦を実施した。これらの出来事を受けて、ヴィジラント・ガーディアン作戦は差し迫ったテロの脅威に対処し、市民生活を送るうえで重要な拠点や要注意な地域を保護するために行われている。この作戦は2015年1月16日に実施され、2021年半ばに終了する予定。
もともとコードネームを"ホームランド"としていた本作戦は、2015年11月13日におけるテロ攻撃後（特に2015年11月21日から26日までブリュッセル地域では緊急事態としてロックダウンが実施された）や2016年3月22日のブリュッセル爆破事件を受けて、2015年度中に大幅に強化された。
ベルギーの路上での兵士の配備は、第二次世界大戦や1980年代における数多くの暴力的な事件の際以来の前例のない出来事であった。

## 目的
ベルギー政府によって決定された、この軍事作戦は、警察と協力して、混雑している公共の場所（駅、ショッピングセンター、広場）、礼拝の場所、公共交通機関（地下鉄、電車、駅、空港）、政府施設（ヨーロッパの機関、大使館、議会）、学校、大学、病院、港、原子力発電所、および国境といった場所においてテロの脅威に対処し、要注意な場所の安全を守ることを目的としている。

## 従事する人数
作戦開始時、動員されたのは150人程度の軍人だけだったが、人員数は着実に増加し、2016年10月までに動員された兵士は1,828人に達した。

## 費用
2015年（2015年1月17日土曜日の作戦開始）の路上での軍の配備費用は1,715万ユーロだった。
2016年には、第1四半期だけで、費用は1,201万ドルだった。政府の見積もりによると、第2四半期、特に4月1日から7月2日までの金額は、2,205万ユーロに達すると予想された。内務省によると、ヴィジラント・ガーディアン作戦のコストの上昇は、2015年以降着実に人員が増加しているためという事実でもって説明されている 。

## 事件
2017年6月20日、ブリュッセル中央駅の囲いに男が入り、テロ攻撃を仕掛けようとした。オサマZと呼ばれる加害者は、ヴィジラント・ガーディアン作戦の一環として動員された兵士によって射殺され、攻撃を阻止された。
この無力化は、その側面を保持しつつ、例外的な性質を報告している。つまり、これは、第二次世界大戦以来、兵士がベルギーの領土で誰かを殺すのは初めてであることを意味していた。
2017年8月26日、ブリュッセル中心部のエミールジャクマン大通りで、ナイフでもって軍のパトロールを襲撃した男性が射殺されたが、パトロールのうちの1人が負傷した。連邦検察官は、テロ攻撃を侵略であると主張した。さらに、それはDAESHによって翌日声明が出された。攻撃から数日後の2017年8月28日、軍の参謀は、少なくとも2020年まで、軍が路上でパトロールを続けるべきであると発表した。

## 諸外国における類似作戦
ヴィジラント・ガーディアン作戦は、2015年1月にフランスを襲った連続攻撃の後に施行されたセンティネル作戦と呼ばれるフランスの軍事作戦の影響を受けている。
- テンパラー作戦：イギリス陸軍における同等の作戦。
- バナー作戦：北アイルランド問題における解決の一環として、1969年8月から2007年7月まで北アイルランドで行われたイギリス軍の作戦。